# One Year of Love
One Year of Love is een single van de Britse rockgroep Queen en geschreven door bassist John Deacon. Het verscheen als de zevende en laatste single van hun album uit 1986, genaamd A Kind of Magic. Ook zat het nummer in de film Highlander. Als single verscheen het nummer alleen in Frankrijk en Spanje. Het nummer heeft een saxofoonsolo (gespeeld door Steve Gregory) in plaats van de gebruikelijke gitaarsolo van Brian May. In het nummer zit een orkest onder leiding van Lynton Naiff.
In het nummer zit de regel "and pain is so close to pleasure", waarmee verwezen wordt naar het volgende nummer op A Kind of Magic, Pain Is So Close to Pleasure.

## Stevie Ann
De Nederlandse zangeres Stevie Ann heeft dit nummer gecoverd en is afkomstig van de speciale editie van het album Away From Here. De cd-single bevat ook tracks van de bonusdisc van de speciale editie.

### Tracklist
- Part 1 (23.10.2006)

1. "One Year of Love (acoustic)"
2. "The Poetry Man (acoustic)"
3. "Leaving Next Time (acoustic)

- Part 2 (30.10.2006)

1. "One Year of Love (acoustic)"
2. "You Versus Me (acoustic)"
3. "Toxic (acoustic)"

## Trivia
- Stevie Ann kreeg per e-mail complimenten van Queen-gitarist Brian May over haar versie van One Year of Love .

| One Year of Love (versie Stevie Ann) in de 3FM Mega Top 50 Binnen: 19 november 2006 | One Year of Love (versie Stevie Ann) in de 3FM Mega Top 50 Binnen: 19 november 2006 | One Year of Love (versie Stevie Ann) in de 3FM Mega Top 50 Binnen: 19 november 2006 | One Year of Love (versie Stevie Ann) in de 3FM Mega Top 50 Binnen: 19 november 2006 | One Year of Love (versie Stevie Ann) in de 3FM Mega Top 50 Binnen: 19 november 2006 | One Year of Love (versie Stevie Ann) in de 3FM Mega Top 50 Binnen: 19 november 2006 | One Year of Love (versie Stevie Ann) in de 3FM Mega Top 50 Binnen: 19 november 2006 | One Year of Love (versie Stevie Ann) in de 3FM Mega Top 50 Binnen: 19 november 2006 |
| Week                                                                                | 1                                                                                   | 2                                                                                   | 3                                                                                   | 4                                                                                   | 5                                                                                   | 6                                                                                   | 7                                                                                   |
| ----------------------------------------------------------------------------------- | ----------------------------------------------------------------------------------- | ----------------------------------------------------------------------------------- | ----------------------------------------------------------------------------------- | ----------------------------------------------------------------------------------- | ----------------------------------------------------------------------------------- | ----------------------------------------------------------------------------------- | ----------------------------------------------------------------------------------- |
| Nummer                                                                              | 41                                                                                  | 38                                                                                  | 30                                                                                  | 18                                                                                  | 23                                                                                  | 25                                                                                  | 32                                                                                  |